# These Foolish Things (album)
Pour les articles homonymes, voir These Foolish Things.
Albums de Bryan Ferry
Another Time, Another Place
(1974)
Singles
1. A Hard Rain's a-Gonna Fall
Sortie : 1973

These Foolish Things est le premier album studio de Bryan Ferry, le chanteur de Roxy Music. Il est sorti fin 1973 sur le label Island Records.
Enregistré avec la participation des autres membres de Roxy Music, il est entièrement composé de reprises de chansons des années 1930 à 1960. Celle de A Hard Rain's a-Gonna Fall de Bob Dylan est éditée en single et se classe dans le Top 10 des ventes au Royaume-Uni.

## Titres
| 1. | A Hard Rain's a-Gonna Fall | Bob Dylan                                  | Bob Dylan      | 5:19 |
| 2. | River of Salt              | Irving Brown, Bernard Zackery, Jan Zackery | Ketty Lester   | 1:48 |
| 3. | Don't Ever Change          | Gerry Goffin, Carole King                  | The Crickets   | 2:15 |
| 4. | Piece of My Heart          | Jerry Ragovoy, Bert Berns                  | Erma Franklin  | 3:06 |
| 5. | Baby I Don't Care (en)     | Jerry Leiber, Mike Stoller                 | Elvis Presley  | 1:50 |
| 6. | It's My Party              | Walter Gold, John Gluck Jr., Herb Weiner   | Lesley Gore    | 2:00 |
| 7. | Don't Worry Baby           | Brian Wilson, Roger Christian              | The Beach Boys | 4:13 |

| 8.  | Sympathy for the Devil               | Mick Jagger, Keith Richards                   | The Rolling Stones                                            | 5:50 |
| 9.  | The Tracks of My Tears               | Smokey Robinson, Warren Moore, Marvin Tarplin | The Miracles                                                  | 3:04 |
| 10. | You Won't See Me                     | John Lennon, Paul McCartney                   | The Beatles                                                   | 2:32 |
| 11. | I Love How You Love Me (en)          | Barry Mann, Larry Kolber                      | The Paris Sisters                                             | 3:02 |
| 12. | Loving You Is Sweeter Than Ever (en) | Ivy Jo Hunter, Stevie Wonder                  | The Four Tops                                                 | 3:06 |
| 13. | These Foolish Things                 | Jack Strachey (en), Eric Maschwitz (en)       | Billie Holiday, Nat King Cole, Frank Sinatra, Sammy Davis Jr. | 5:41 |

## Musiciens
- Bryan Ferry : chant, piano
- David Skinner : piano
- Eddie Jobson : claviers, synthétiseur, violon
- Phil Manzanera : guitare solo sur You Won't See Me
- John Porter : guitare, basse
- Paul Thompson : batterie
- John Punter : batterie additionnelle sur Don't Worry Baby et Sympathy for the Devil
- Roger Ball : saxophone alto, saxophone baryton, arrangements des cuivres
- Molly Duncan : saxophone ténor
- Ruan O'Lochlainnb : solo de saxophone alto sur I Love How You Love Me
- Henry Lowther : trompette
- Robbie Montgomery, Jessie Davis : chœurs sur A Hard Rain's a-Gonna Fall et Sympathy for the Devil
- The Angelettes : chœurs sur toutes les chansons sauf A Hard Rain's a-Gonna Fall et Sympathy for the Devil